# Ivar Bredal
Ivar Frederik Bredal (17. juni 1800 – 25. marts 1864) var en dansk musiker og komponist. Søn af Niels Bredal, der var født i Bergen, men levede som tegnelærer og portrætmaler i København. Fra samme slægt stammer også Niels Krog Bredal, der en overgang var direktør for Det Kongelige Teater og Erik Bredal, der var biskop i Trondheim. Ivar Bredals søn var landskabsmaleren Niels Bredal.
Ivar Bredal spillede bratsch og var 1817-1849 musiker i Det Kongelige Kapel, fra 1835 som koncertmester. Fra 1849-1863 var han syngemester på Det kgl. Teater. Han fik nogen undervisning i komposition af C.E.F. Weyse og noget mere af Friedrich Kuhlau. Han startede med at skrive for sit eget instrument, men havde, som andre af tidens komponister, den ambition at skrive for teatret eller snarere operaen. Det lykkedes ham at få nogle opgaver og få sin musik frem til scenen. Han var også udset til at lave musik til H.C. Andersens tekst til operaen Liden Kirsten, som senere blev komponeret af J.P.E. Hartmann. Af ukendte grunde fik Bredal nemlig ikke sin musik på papiret.
Bredal omtales ellers rosende for sine evner som dramatisk komponist: For den dramatiske Komposition besad han særlige Evner, karakteristisk Melodiøsitet og dygtig Teknik i Syngestemmernes og Orkestrets Behandling, og hans Arbejder vandt Bifald hos Publikum, som der står i Dansk biografisk Leksikon 1905.

## Musik
- Introduktion og Rondo for bratsch og cello (1827)
- Opstandelsen (påskehymne 1828)
- Potpourri pour le Viola avec Accompagnement d’Orchestre (1828)
- Koncertouverture (1830)
- Bruden fra Lammermoor (syngespil af H.C. Andersen 1831)
- Guerillabanden (syngespil 1834)
- Igaar og I dag eller Et Eventyr paa Heden (syngespil 1835)
- Judas Ischariotes (tenorsolo, kor og orkester 1838)
- To ranke skud af ædel Stamme (Kantate ved Admiral Hans Holstens guldbryllup for soli kor og orkester 1840)
- Lovbud og Lovbrud (skuespil af Shakespeare 1853)
- En lille Hex (folkekomedie 1857)

- Koncert for bratsch
- Introduzione et Polonoise pour l’Alto
- Karens Kjæreste (vaudeville i 1 Akt)
- Thomas Ægypter (scenemusik)
- Salve Regina (orkester)
- Vals (klaver)
- Romancer for Pianoforte eller Guitar (2 samlinger)
- De tre Fielde (sang?)